# Liste des circonscriptions électorales de Londres
 (mars 2023).
La mise en forme du texte ne suit pas les recommandations de Wikipédia : il faut le « wikifier ».
Les points d'amélioration suivants sont les cas les plus fréquents :
- Les titres sont pré-formatés par le logiciel. Ils ne sont ni en capitales, ni en gras.
- Le texte ne doit pas être écrit en capitales (les noms de famille non plus), ni en gras, ni en italique, ni en « petit »…
- Le gras n'est utilisé que pour surligner le titre de l'article dans l'introduction, une seule fois.
- L'italique est rarement utilisé : mots en langue étrangère, titres d'œuvres, noms de bateaux, etc.
- Les citations ne sont pas en italique mais en corps de texte normal. Elles sont entourées par des guillemets français : « et ».
- Les listes à puces sont à éviter, des paragraphes rédigés étant largement préférés. Les tableaux sont à réserver à la présentation de données structurées (résultats, etc.).
- Les appels de note de bas de page (petits chiffres en exposant, introduits par l'outil «  Source ») sont à placer entre la fin de phrase et le point final[comme ça].
- Les liens internes (vers d'autres articles de Wikipédia) sont à choisir avec parcimonie. Créez des liens vers des articles approfondissant le sujet. Les termes génériques sans rapport avec le sujet sont à éviter, ainsi que les répétitions de liens vers un même terme.
- Les liens externes sont à placer uniquement dans une section « Liens externes », à la fin de l'article. Ces liens sont à choisir avec parcimonie suivant les règles définies. Si un lien sert de source à l'article, son insertion dans le texte est à faire par les notes de bas de page.
- La présentation des références doit suivre les conventions bibliographiques. Il est recommandé d'utiliser les modèles {{Ouvrage}}, {{Chapitre}}, {{Article}}, {{Lien web}} et/ou {{Bibliographie}}. Le mode d'édition visuel peut mettre en forme automatiquement les références.
- Insérer une infobox (cadre d'informations à droite) n'est pas obligatoire pour parachever la mise en page.

Pour une aide détaillée, merci de consulter Aide:Wikification.
Si vous pensez que ces points ont été résolus, vous pouvez retirer ce bandeau et améliorer la mise en forme d'un autre article.
La zone administrative, la région et le comté de cérémonie du Grand Londres, comprenant la ville de Londres, est divisé en 73 circonscriptions parlementaires qui sont tous des borough constituencies.

## Circonscriptions
- Conservateur
- Labour
- Liberal Democrat
- UKIP

| Circonscription                   | Électorat | Majorité | Membre du Parlement | Membre du Parlement | Opposition | Opposition            | Localisation |
| --------------------------------- | --------- | -------- | ------------------- | ------------------- | ---------- | --------------------- | ------------ |
| Barking                           | 73,977    | 15,272   |                     | Margaret Hodge      |            | Roger Gravett         |              |
| Battersea                         | 76,111    | 7,938    |                     | Jane Ellison        |            | Will Martindale       |              |
| Beckenham                         | 66,630    | 18,471   |                     | Bob Stewart         |            | Marina Ahmad          |              |
| Bermondsey and Old Southwark      | 83,298    | 4,489    |                     | Neil Coyle          |            | Simon Hughes          |              |
| Bethnal Green and Bow             | 82,727    | 24,317   |                     | Rushanara Ali       |            | Matt Smith            |              |
| Bexleyheath and Crayford          | 64,828    | 9,192    |                     | David Evennett      |            | Stef Borella          |              |
| Brent Central                     | 77,038    | 19,649   |                     | Dawn Butler         |            | Alan Mendoza          |              |
| Brent North                       | 82,196    | 10,834   |                     | Barry Gardiner      |            | Luke Parker           |              |
| Brentford and Isleworth           | 84,602    | 465      |                     | Ruth Cadbury        |            | Mary Macleod          |              |
| Bromley and Chislehurst           | 64,344    | 13,564   |                     | Bob Neill           |            | John Courtneidge      |              |
| Camberwell and Peckham            | 82,746    | 25,824   |                     | Harriet Harman      |            | Naomi Newstead        |              |
| Carshalton and Wallington         | 69,981    | 1,510    |                     | Tom Brake           |            | Matthew Maxwell Scott |              |
| Chelsea and Fulham                | 63,478    | 16,022   |                     | Greg Hands          |            | Alexandra Sanderson   |              |
| Chingford and Woodford Green      | 66,680    | 8,386    |                     | Iain Duncan Smith   |            | Bilal Mahmood         |              |
| Chipping Barnet                   | 77,807    | 7,656    |                     | Theresa Villiers    |            | Amy Trevethan         |              |
| Cities of London and Westminster  | 60,992    | 9,671    |                     | Mark Field          |            | Nik Slingsby          |              |
| Croydon Central                   | 78,171    | 165      |                     | Gavin Barwell       |            | Sarah Jones           |              |
| Croydon North                     | 85,941    | 21,364   |                     | Steve Reed          |            | Vidhi Mohan           |              |
| Croydon South                     | 82,010    | 17,140   |                     | Chris Philp         |            | Emily Benn            |              |
| Dagenham and Rainham              | 69,128    | 4,980    |                     | Jon Cruddas         |            | Peter Harris          |              |
| Dulwich and West Norwood          | 76,575    | 16,122   |                     | Helen Hayes         |            | Resham Kotecha        |              |
| Ealing Central and Acton          | 71,238    | 274      |                     | Rupa Huq            |            | Angie Bray            |              |
| Ealing North                      | 73,836    | 12,326   |                     | Stephen Pound       |            | Thomas O'Malley       |              |
| Ealing Southall                   | 65,495    | 18,760   |                     | Virendra Sharma     |            | James Symes           |              |
| East Ham                          | 87,382    | 34,252   |                     | Stephen Timms       |            | Samir Jassal          |              |
| Edmonton                          | 66,016    | 15,419   |                     | Kate Osamor         |            | Gonul Daniels         |              |
| Eltham                            | 63,998    | 2,693    |                     | Clive Efford        |            | Spencer Drury         |              |
| Enfield North                     | 68,118    | 1,086    |                     | Joan Ryan           |            | Nick de Bois          |              |
| Enfield Southgate                 | 64,937    | 4,753    |                     | David Burrowes      |            | Bambos Charalambous   |              |
| Erith and Thamesmead              | 70,397    | 9,525    |                     | Teresa Pearce       |            | Anna Firth            |              |
| Feltham and Heston                | 82,328    | 11,463   |                     | Seema Malhotra      |            | Simon Nayyar          |              |
| Finchley and Golders Green        | 72,530    | 5,662    |                     | Mike Freer          |            | Sarah Sackman         |              |
| Greenwich and Woolwich            | 73,315    | 11,946   |                     | Matthew Pennycook   |            | Matt Hartley          |              |
| Hackney North and Stoke Newington | 88,153    | 24,008   |                     | Diane Abbott        |            | Amy Gray              |              |
| Hackney South and Shoreditch      | 84,971    | 24,243   |                     | Meg Hillier         |            | Jack Tinley           |              |
| Hammersmith                       | 72,254    | 6,518    |                     | Andrew Slaughter    |            | Charlie Dewhirst      |              |
| Hampstead and Kilburn             | 80,195    | 1,138    |                     | Tulip Siddiq        |            | Simon Marcus          |              |
| Harrow East                       | 70,981    | 4,757    |                     | Bob Blackman        |            | Uma Kumaran           |              |
| Harrow West                       | 69,644    | 2,208    |                     | Gareth Thomas       |            | Hannah David          |              |
| Hayes and Harlington              | 74,874    | 15,700   |                     | John McDonnell      |            | Pearl Lewis           |              |
| Hendon                            | 75,285    | 3,724    |                     | Matthew Offord      |            | Andrew Dismore        |              |
| Holborn and St Pancras            | 86,764    | 17,048   |                     | Keir Starmer        |            | Will Blair            |              |
| Hornchurch and Upminster          | 79,331    | 13,074   |                     | Angela Watkinson    |            | Lawrence Webb         |              |
| Hornsey and Wood Green            | 79,247    | 11,058   |                     | Catherine West      |            | Lynne Featherstone    |              |
| Ilford North                      | 75,294    | 589      |                     | Wes Streeting       |            | Lee Scott             |              |
| Ilford South                      | 91,987    | 19,777   |                     | Mike Gapes          |            | Chris Chapman         |              |
| Islington North                   | 73,326    | 21,194   |                     | Jeremy Corbyn       |            | Alex Burghart         |              |
| Islington South and Finsbury      | 68,127    | 12,708   |                     | Emily Thornberry    |            | Mark Lim              |              |
| Kensington                        | 61,133    | 7,361    |                     | Victoria Borwick    |            | Rod Abouharb          |              |
| Kingston and Surbiton             | 81,238    | 2,834    |                     | James Berry         |            | Ed Davey              |              |
| Lewisham Deptford                 | 73,428    | 21,516   |                     | Vicky Foxcroft      |            | Bim Afolami           |              |
| Lewisham East                     | 66,913    | 14,333   |                     | Heidi Alexander     |            | Peter Fortune         |              |
| Lewisham West and Penge           | 72,290    | 12,714   |                     | Jim Dowd            |            | Russell Jackson       |              |
| Leyton and Wanstead               | 64,580    | 14,919   |                     | John Cryer          |            | Matthew Scott         |              |
| Mitcham and Morden                | 68,474    | 16,922   |                     | Siobhain McDonagh   |            | Paul Holmes           |              |
| Old Bexley and Sidcup             | 66,035    | 15,803   |                     | James Brokenshire   |            | Ibrahim Mehmet        |              |
| Orpington                         | 67,505    | 19,979   |                     | Jo Johnson          |            | Idham Ramadi          |              |
| Poplar and Limehouse              | 82,081    | 16,924   |                     | Jim Fitzpatrick     |            | Christopher Wilford   |              |
| Putney                            | 63,923    | 10,180   |                     | Justine Greening    |            | Sheila Boswell        |              |
| Richmond Park                     | 77,303    | 23,015   |                     | Zac Goldsmith       |            | Robin Meltzer         |              |
| Romford                           | 72,594    | 13,859   |                     | Andrew Rosindell    |            | Gerard Batten         |              |
| Ruislip Northwood and Pinner      | 73,216    | 20,224   |                     | Nick Hurd           |            | Michael Borio         |              |
| Streatham                         | 79,137    | 13,934   |                     | Chuka Umunna        |            | Kim Caddy             |              |
| Sutton and Cheam                  | 69,228    | 3,921    |                     | Paul Scully         |            | Paul Burstow          |              |
| Tooting                           | 76,782    | 2,842    |                     | Sadiq Khan          |            | Dan Watkins           |              |
| Tottenham                         | 70,803    | 23,564   |                     | David Lammy         |            | Stefan Mrozinski      |              |
| Twickenham                        | 80,250    | 2,017    |                     | Tania Mathias       |            | Vince Cable           |              |
| Uxbridge and South Ruislip        | 70,631    | 10,695   |                     | Boris Johnson       |            | Chris Summers         |              |
| Vauxhall                          | 82,231    | 12,708   |                     | Kate Hoey           |            | James Bellis          |              |
| Walthamstow                       | 67,015    | 23,195   |                     | Stella Creasy       |            | Molly Samuel-Leport   |              |
| West Ham                          | 90,640    | 27,986   |                     | Lyn Brown           |            | Festus Akinbusoye     |              |
| Westminster North                 | 62,346    | 1,977    |                     | Karen Buck          |            | Lindsey Hall          |              |
| Wimbledon                         | 65,853    | 12,619   |                     | Stephen Hammond     |            | Andrew Judge          |              |

## Résultats

Fév 1974
Oct 1974
1979
1983
1987
1992
1997
2001
2005
2010
2015
2017
2019

Carte des résultats aux trois dernières élections générales dans le Grand Londres.
- Le rouge représente les circonscriptions travaillistes.
- Le bleu représente les circonscriptions conservatrices.
- Le jaune représente les circonscriptions libérales démocrates.
- L'orange représente la circonscription de la coalition RESPECT's.

## Historique

### 1974 à 1983
Modèle:Div col start
- Acton
- Barking
- Battersea North
- Battersea South
- Beckenham
- Bermondsey
- Bethnal Green and Bow
- Bexleyheath
- Brent East
- Brent North
- Brent South
- Brentford and Isleworth
- Carshalton
- Chelsea
- Chingford
- Chipping Barnet
- Chislehurst
- City of London and Westminster South
- Croydon Central
- Croydon North East
- Croydon North West
- Croydon South
- Dagenham
- Dulwich
- Ealing North
- Edmonton
- Enfield North
- Erith and Crayford
- Feltham and Heston
- Finchley
- Fulham
- Greenwich
- Hackney Central
- Hackney North and Stoke Newington
- Hackney South and Shoreditch
- Hammersmith North
- Hampstead
- Harrow Central
- Harrow East
- Harrow West
- Hayes and Harlington
- Hendon North
- Hendon South
- Holborn and St Pancras South
- Hornchurch
- Hornsey
- Ilford North
- Ilford South
- Islington Central
- Islington North
- Islington South and Finsbury
- Kensington
- Kingston upon Thames
- Lambeth Central
- Lewisham Deptford
- Lewisham East
- Lewisham West
- Leyton
- Mitcham and Morden
- Newham North East
- Newham North West
- Newham South
- Norwood
- Orpington
- Paddington
- Peckham
- Putney
- Ravensbourne
- Richmond upon Thames
- Romford
- Ruislip Northwood
- St Marylebone
- St Pancras North
- Sidcup
- Southall
- Southgate
- Stepney and Poplar
- Streatham
- Surbiton
- Sutton and Cheam
- Tooting
- Tottenham
- Twickenham
- Upminster
- Uxbridge
- Vauxhall
- Walthamstow
- Wanstead and Woodford
- Wimbledon
- Wood Green
- Woolwich East
- Woolwich West

### 1983 à 1997
Modèle:Div col start
- Barking
- Battersea
- Beckenham
- Bethnal Green and Stepney
- Bexleyheath
- Bow and Poplar
- Brent East
- Brent North
- Brent South
- Brentford and Isleworth
- Carshalton and Wallington
- Chelsea
- Chingford
- Chipping Barnet
- Chislehurst
- City of London and Westminster South
- Croydon Central
- Croydon North East
- Croydon North West
- Croydon South
- Dagenham
- Dulwich
- Ealing Acton
- Ealing North
- Ealing Southall
- Edmonton
- Eltham
- Enfield North
- Enfield Southgate
- Erith and Crayford
- Feltham and Heston
- Finchley
- Fulham
- Greenwich
- Hackney North and Stoke Newington
- Hackney South and Shoreditch
- Hammersmith
- Hampstead and Highgate
- Harrow East
- Harrow West
- Hayes and Harlington
- Hendon North
- Hendon South
- Holborn and St Pancras
- Hornchurch
- Hornsey and Wood Green
- Ilford North
- Ilford South
- Islington North
- Islington South and Finsbury
- Kensington
- Kingston upon Thames
- Lewisham Deptford
- Lewisham East
- Lewisham West
- Leyton
- Mitcham and Morden
- Newham North East
- Newham North West
- Newham South
- Norwood
- Old Bexley and Sidcup
- Orpington
- Peckham
- Putney
- Ravensbourne
- Richmond and Barnes
- Romford
- Ruislip Northwood
- Southwark and Bermondsey
- Streatham
- Surbiton
- Sutton and Cheam
- Tooting
- Tottenham
- Twickenham
- Upminster
- Uxbridge
- Vauxhall
- Walthamstow
- Wanstead and Woodford
- Westminster North
- Wimbledon
- Woolwich

### 1997 à 2010
Modèle:Div col start
- Barking
- Battersea
- Beckenham
- Bethnal Green and Bow
- Bexleyheath and Crayford
- Brent East
- Brent North
- Brent South
- Brentford and Isleworth
- Bromley and Chislehurst
- Camberwell and Peckham
- Carshalton and Wallington
- Chingford and Woodford Green
- Chipping Barnet
- Cities of London and Westminster
- Croydon Central
- Croydon North
- Croydon South
- Dagenham
- Dulwich and West Norwood
- Ealing, Acton and Shepherd's Bush
- Ealing North
- Ealing, Southall
- East Ham
- Edmonton
- Eltham
- Enfield North
- Enfield, Southgate
- Erith and Thamesmead
- Feltham and Heston
- Finchley and Golders Green
- Greenwich and Woolwich
- Hackney North and Stoke Newington
- Hackney South and Shoreditch
- Hammersmith and Fulham
- Hampstead and Highgate
- Harrow East
- Harrow West
- Hayes and Harlington
- Hendon
- Holborn and St Pancras
- Hornchurch
- Hornsey and Wood Green
- Ilford North
- Ilford South
- Islington North
- Islington South and Finsbury
- Kensington and Chelsea
- Kingston and Surbiton
- Lewisham, Deptford
- Lewisham East
- Lewisham West
- Leyton and Wanstead
- Mitcham and Morden
- North Southwark and Bermondsey
- Old Bexley and Sidcup
- Orpington
- Poplar and Canning Town
- Putney
- Regent's Park and Kensington North
- Richmond Park
- Romford
- Ruislip-Northwood
- Streatham
- Sutton and Cheam
- Tooting
- Tottenham
- Twickenham
- Upminster
- Uxbridge
- Vauxhall
- Walthamstow
- West Ham
- Wimbledon

### Depuis 2010
Modèle:Div col start
- Barking
- Battersea
- Beckenham
- Bermondsey and Old Southwark
- Bethnal Green and Bow
- Bexleyheath and Crayford
- Brent Central
- Brent North
- Brentford and Isleworth
- Bromley and Chislehurst
- Camberwell and Peckham
- Carshalton and Wallington
- Chelsea and Fulham
- Chingford and Woodford Green
- Chipping Barnet
- Cities of London and Westminster
- Croydon Central
- Croydon North
- Croydon South
- Dagenham and Rainham
- Dulwich and West Norwood
- Ealing Central and Acton
- Ealing North
- Ealing Southall
- East Ham
- Edmonton
- Eltham
- Enfield North
- Enfield Southgate
- Erith and Thamesmead
- Feltham and Heston
- Finchley and Golders Green
- Greenwich and Woolwich
- Hackney North and Stoke Newington
- Hackney South and Shoreditch
- Hammersmith
- Hampstead and Kilburn
- Harrow East
- Harrow West
- Hayes and Harlington
- Hendon
- Holborn and St Pancras
- Hornchurch and Upminster
- Hornsey and Wood Green
- Ilford North
- Ilford South
- Islington North
- Islington South and Finsbury
- Kensington
- Kingston and Surbiton
- Lewisham Deptford
- Lewisham East
- Lewisham West and Penge
- Leyton and Wanstead
- Mitcham and Morden
- Old Bexley and Sidcup
- Orpington
- Poplar and Limehouse
- Putney
- Richmond Park
- Romford
- Ruislip Northwood and Pinner
- Streatham
- Sutton and Cheam
- Tooting
- Tottenham
- Twickenham
- Uxbridge and South Ruislip
- Vauxhall
- Walthamstow
- West Ham
- Westminster North
- Wimbledon